# Горгиппия (музей)
«Горги́ппия» — археологический музей под открытым небом в городе Анапа.
Античный город Горгиппия — это наследие греческой цивилизации, которая стала фундаментом современной европейской культуры. Этот археологический музей-заповедник включает в себя 1,6 га заповедной территории.

## Экспозиция
Уникальной особенностью музея является представленная для обозрения часть раскопа античного города Горгиппии, находившегося в IV веке до н. э.—III веке н. э. на месте современного города Анапа. Общая площадь раскопок около 2 гектаров, видны подвалы и фундаменты жилых домов и винодельни, колодцы, мощёные улицы, фрагмент крепостной стены. Также под открытым небом выставлены археологические находки, сделанные на территории города — фрагменты резной облицовки фронтона храма и колонн, саркофаги и надгробные плиты.
В здании музея представлена бронзовая и мраморная скульптура, терракотовые статуэтки, расписная чернолаковая и краснолаковая посуда, стеклянные сосуды и украшения, оружие, монеты.

## История
Основатель музея «Горгиппия» — Николай Иванович Веселовский (1848—1918).

## Филиал
Краеведческий музей Анапы, ул. Протапова, д. 1.